# Grace Bakari
Pour les articles homonymes, voir Bakari.
Grace Bakari (née le 27 avril 1954) est une sprinteuse ghanéenne.

## Carrière
Elle remporte la médaille d'or du 400 mètres, du 4 x 100 mètres et du 4 x 400 mètres aux Championnats d'Afrique de 1979. Elle est également médaillée d'or du relais 4 x 400 mètres et médaillée d'argent du relais 4 x 100 mètres aux Jeux africains de 1978.
Elle obtient la médaille d'argent du 400 mètres aux Jeux africains de 1973
Elle est médaillée de bronze du 400 mètres aux Championnats d'Afrique de 1985.